# James Moore (biógrafo)

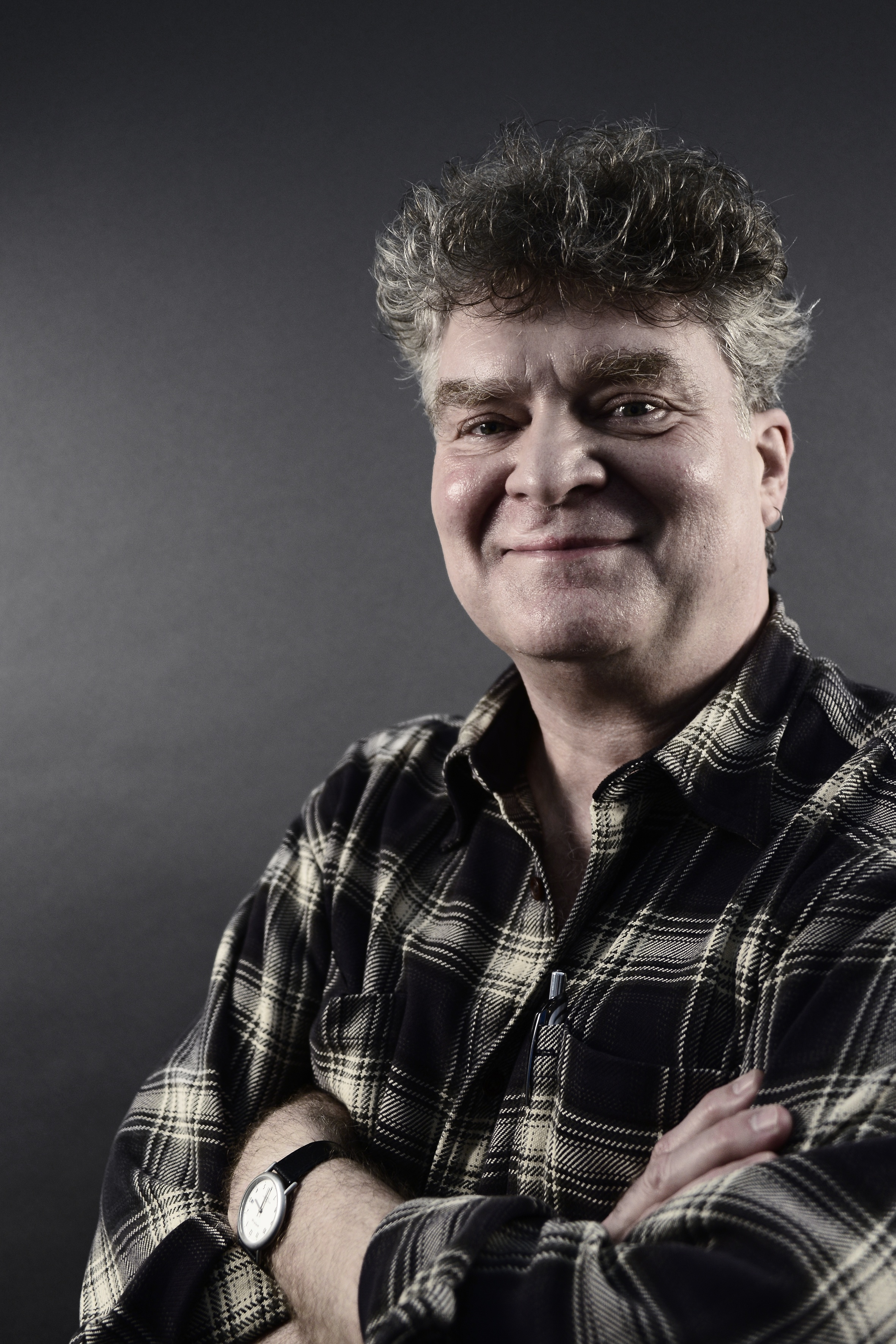
James Moore

James Moore é um historiador da ciência na Open University e na University of Cambridge e pesquisador visitante na Harvard University, é conhecido como o autor de várias biografias de Charles Darwin. Como pesquisador de Cambridge e membro do corpo docente da Open University, ele estudou e escreveu sobre Darwin desde os anos 1970, foi coautor com Adrian Desmond da principal biografia de Darwin e também escreveu The Darwin Legend, The Post-Darwinian Controversies, muitos artigos, e resenhas.

## Publicações
- James Moore. (1979). As controvérsias pós-darwinianas: um estudo da luta protestante para chegar a um acordo com Darwin na Grã-Bretanha e na América, 1870-1900, Cambridge University Press
- Adrian Desmond; James Moore (1991), Darwin, Michael Joseph, Penguin Books
- Adrian Desmond, James Moore & Janet Browne (2007), Charles Darwin, ISBN 978-0-19-921354-2, Oxford and New York: Oxford University Press, consultado em 30 de julho de 2010
- Adrian Desmond; James Moore (2009), Darwin's Sacred Cause, Allen Lane, Penguin